# エリック・ピアソン
エリック・ピアソン（Eric Pearson）は、アメリカ合衆国の脚本家である。マーベル・スタジオと共に働き、マーベル・ワンショットの短編映画や長編映画『マイティ・ソー バトルロイヤル』（2017年）、『ブラック・ウィドウ』（2020年）、『ゴジラvsコング』（2021年）の脚本を書いた。

## 学歴とキャリア
ニューヨーク大学の芸術学部で脚本執筆を学ぶ。2010年にマーベル・スタジオの脚本プログラムに参加する。

## フィルモグラフィ

### 映画
| 年   | 作品                                                                                      | 役割                                 | 備考                                                 |
| ---- | ----------------------------------------------------------------------------------------- | ------------------------------------ | ---------------------------------------------------- |
| 2011 | 相談役 The Consultant                                                                     | 脚本                                 | 短編映画                                             |
| 2011 | ハンマー墜落現場へ向かう途中での出来事 A Funny Thing Happened on the Way to Thor's Hammer | 脚本                                 | 短編映画                                             |
| 2012 | アイテム47 Item 47                                                                        | 脚本                                 | 短編映画                                             |
| 2013 | エージェント・カーター Agent Carter                                                       | 脚本                                 | 短編映画                                             |
| 2015 | アントマン Ant-Man                                                                        | スクリプトドクター（クレジット無し） |                                                      |
| 2017 | スパイダーマン:ホームカミング Spider-Man: Homecoming                                      | スクリプトドクター（クレジット無し） |                                                      |
| 2017 | マイティ・ソー バトルロイヤル Thor: Ragnarok                                              | 脚本                                 | クレイグ・カイル及びクリストファー・ヨストと共同執筆 |
| 2018 | パシフィック・リム: アップライジング Pacific Rim: Uprising                                | スクリプトドクター（クレジット無し） |                                                      |
| 2018 | アベンジャーズ/インフィニティ・ウォー Avengers: Infinity War                              | スクリプトドクター（クレジット無し） |                                                      |
| 2019 | アベンジャーズ/エンドゲーム Avengers: Endgame                                             | スクリプトドクター（クレジット無し） |                                                      |
| 2019 | 名探偵ピカチュウ Pokemon: Detective Pikachu                                               | スクリプトドクター（クレジット無し） |                                                      |
| 2021 | ゴジラvsコング Godzilla vs. Kong                                                          | 脚本                                 | マックス・ボレンスタインと共同執筆                   |
| 2021 | ブラック・ウィドウ Black Widow                                                            | 脚本                                 |                                                      |
| 2025 | サンダーボルツ* Thunderbolts*                                                             | 脚本                                 |                                                      |

### テレビシリーズ
| 年        | 作品                                | 役割                                     | 備考                                       |
| --------- | ----------------------------------- | ---------------------------------------- | ------------------------------------------ |
| 2015-2016 | エージェント・カーター Agent Carter | ストーリーエディター・脚本               | 第1シーズン第2話「ミルク・トラックを追え」 |
| 2015-2016 | エージェント・カーター Agent Carter | ストーリーエディター                     | 第1シーズン第3話「執事の過去」             |
| 2015-2016 | エージェント・カーター Agent Carter | 脚本                                     | 第2シーズン第2話「天文台の夜景」           |
| 2015-2016 | エージェント・カーター Agent Carter | エグゼクティブストーリーエディター・脚本 | 第2シーズン第6話「パーティーの夜」         |
| 2015-2016 | エージェント・カーター Agent Carter | エグゼクティブストーリーエディター       | 第2シーズン第7話「モンスター」             |
| 2015-2016 | エージェント・カーター Agent Carter | エグゼクティブストーリーエディター       | 第2シーズン第8話「約束」                   |
| 2015-2016 | エージェント・カーター Agent Carter | エグゼクティブストーリーエディター       | 第2シーズン第9話「選択の時」               |
| 2015-2016 | エージェント・カーター Agent Carter | エグゼクティブストーリーエディター       | 第2シーズン第10話「さらば、ハリウッド」    |